# A Journey to a Greater End
"A Journey to a Greater End..." är det svenska black metal-bandet Rimfrosts första EP, utgiven 2005.

## Låtlista
1. "At the Mighty Halls They'll Walk" - 6:11
2. "A Frozen World Unknown" - 10:17
3. "Darken" - 8:19